# Potentilla tergemina
Potentilla tergemina es una especie de planta del género Potentilla, perteneciente a la familia Rosaceae.

## Taxonomía
Potentilla tergemina fue descrita por Jiří Soják en 1964.

## Distribución
Se encuentra en el territorio de la parte europea de Rusia hasta el Extremo Oriente ruso y Asia central.